# Robin Block
Robin Block (Heemskerk, 8 februari 1980) is een Nederlandse dichter, muzikant, theatermaker en columnist.

## Leven en werk
Block groeide op in Uitgeest. Hij studeerde Engelse literatuur aan de Vrije Universiteit Amsterdam en studeerde af op dystopische literatuur als vorm van maatschappijkritiek bij Aldous Huxley en Michel Houellebecq .
Block voerde zijn poëzie, muziek en voorstellingen op in binnen- en buitenland, onder andere bij Lowlands, Oerol, Winternachten, Poetry International Festival, Volkbühne Berlin, Kommunitas Salihara Jakarta, Ubud Writers and Readers Festival en Motel Mozaïque. 
In 2004 won Block de Festina Poëzieslag, de Poetry Slam Rotterdam en het jaar erop was hij finalist bij het Nederlands Kampioenschap Poetry Slam. In 2005 publiceerde hij zijn debuutbundel Bestialen in de befaamde poëziereeks De Windroos. Verscheidene gedichten uit deze bundel werden opgenomen in bloemlezingen, onder andere door Gerrit Komrij. In 2019 publiceerde hij bij Kepustakaan Populer Gramedia (KPG) de dichtbundel In Between, Di Antara die hij schreef samen met de Indonesische schrijfster Angelina Enny. De gedichten werden vertaald naar het Engels en Indonesisch. In juli 2023 verscheen zijn nieuwe dichtbundel Handleiding voor Ontheemden bij uitgeverij Atlas-Contact, waarin hij de komst van zijn Indische grootouders naar Nederland spiegelt aan zijn eigen reizen naar het huidige Indonesië. Deze bundel won de Granate Poëzieprijs 2023, De Herman de Coninckprijs 2024 en de J.C Bloem-poëzieprijs 2025. De bundel kwam in Engelse vertaling uit in Indonesië als Handbook for the Displaced (KPG Gramedia, 2024).
Als singer-songwriter won Block de prijs voor Beste Muzikant bij de Grote Prijs van Nederland 2008, en trad hij op bij De Wereld Draait Door en in poptempel Paradiso. In 2012 bracht hij zijn langverwachte debuutalbum Comfort Zones uit gevolgd door een huiskamertour in Nederland en België. In 2018 verscheen de EP Lagu Rindu met liedjes in het Indonesisch. Datzelfde jaar won hij als enige niet-Duitse deelnemer de tweede prijs bij de German Songwriting Awards in Berlijn.
Samen met electropop-songwriter Rita Zipora is Block onderdeel van de Nederlandstalige popgroep WOLKEN, waarmee hij in 2019 de gelijknamige EP uitbracht. Van hun hand verscheen ook de single Zo Zeg Je Geen Gedag, een hertaling van het Leonard Cohen-nummer Hey, That's No Way to Say Goodbye.
Voor de Nationale Indiëherdenking 2017 schreef Block het gedicht Onderhuidse Oorlog als onderdeel van een portretserie met pencak silatguru Paatje Phefferkorn. Als storyteller en maakte hij de solo performance Samudra over zijn Indische roots, die hij zowel in Nederland als in Indonesië speelde. Ook trad hij op als ceremonieel dichter tijdens de Dekoloniale Nederland Indonesië Herdenking (2023), en de Nationale Herdenking 15 augustus 1945 (2024).
Als theatermaker is Block oprichter en lid van de Amsterdamse muziektheatergroep Project Wildeman[dode link] waarmee hij in 2010 de Jur Naessens Muziekprijs won voor meest vernieuwende interdisciplinaire groep. Project Wildeman speelde op diverse binnenlandse en buitenlandse podia en festivals zoals Operadagen Rotterdam, Neuköllner Oper Berlin en Festival Aurillac. Hij werkte onder meer samen met het Noord Nederlands Toneel, Boukje Schweigman, Sanne van Rijn, Ria Marks en Titus Tiel Groenestege. 
Als docent geeft hij regelmatig lezingen en workshops over poëzie, voordrachtskunst, songwriting en storytelling. Daarnaast werkt hij in opdracht als dichter en muzikant voor onder andere het Indisch Herinneringscentrum, Stichting Comité 4 en 5 mei en DutchCulture. 
Ook is hij redactielid bij Poëzietijdschrift Awater en columnist bij Moesson (Tijdschrift).

## Theater
- 2021 Manual for the Displaced (coproductie met Project Wildeman)
- 2019 Sebuah Antara (ism Angelina Enny)
- 2019 Nachtvlucht
- 2018 Samudra (solo storytellingvoorstelling)
- 2017 Happiness Unlimited
- 2016 Heart of Darkness
- 2014 Woyzeck (ism Silbersee)
- 2013 Woekerpolis
- 2013 WIJ
- 2012 Salome (ism met het Noord Nederlands Toneel)
- 2010 Project Wildeman

## Prijzen
- J.C. Bloem poëzieprijs 2025 voor Handleiding voor Ontheemden
- De Herman de Coninckprijs 2024 voor Handleiding voor Ontheemden
- Granate Poëzieprijs 2023 voor Handleiding voor Ontheemden
- Rome International Movie Award 2022 - Best Experimental voor Jangan Lupa (ism visual storyteller Jeremy Flohr)
- Weimar Poetry Film Award 2022 voor Jangan Lupa (ism visual storyteller Jeremy Flohr)
- Winnaar Nederlands Poëziefilm Festival 2021 voor Jangan Lupa (ism visual storyteller Jeremy Flohr)
- Tweede prijs German Songwriting Awards, Berlin 2018
- Jur Naessens Muziekprijs 2010 voor meest vernieuwende interdisciplinaire act: Project Wildeman
- Winnaar Beste Muzikant bij de Grote Prijs van Nederland 2008, categorie: singer-songwriter
- Jaarwinnaar Poetry Slam Rotterdam 2004
- Jaarwinnaar Festina Lente Poëzieslag 2004

## Discografie
Robin Block
- 2020 Lost Tracks (EP)
- 2019 Zo Zeg Je Geen Gedag (Single)
- 2019 WOLKEN (Album)
- 2018 Lagu Rindu (EP)
- 2012 Comfort Zones (Album)

Project Wildeman
- 2022 Dogman (EP)
- 2020 Nachtvlucht (Live Album)
- 2011 De Streep (Album)
- 2008 Cirkel der Beschaving (Album)

## Publicaties
- Handbook for the Displaced. (Kepustakaan Populer Gramedia, 2024). Translated by David Colmer.[1]
- Handleiding voor Ontheemden. (Atlas-Contact, 2023). ISBN 9789025473501. NUR 306/300.
- In Between, Di Antara. (Kepustakaan Popular Gramedia, 2019). ISBN 9786024812546. Hernieuwde uitgave: ISBN 9786024813154. Poëziebundel geschreven in co-creatie met Angelina Enny, tweetalig Engels en Indonesisch (alleen uitgebracht in Indonesië).
- Bestialen. (Uitgeverij Holland, 2005). ISBN 9789025109837. Poëziebundel.

- Bibsys: 12042861
- Digitale Bibliotheek voor de Nederlandse Letteren: bloc037
- Gemeinsame Normdatei: 1318393000
- International Standard Name Identifier: 0000 0003 9132 8636
- Library of Congress Control Number: no2009085312
- Nederlandse Thesaurus van Auteursnamen: 287735893
- Virtual International Authority File: 111149066356365600714
- WorldCat: E39PBJhXbCj4yJr3ykcmXdhvHC